# Un petó mortal
Un petó mortal (títol original en anglès: Kiss Me Deadly) és una pel·lícula policíaca estatunidenca de Robert Aldrich, estrenada el 1955. Ha estat doblada al català.

## Argument[2]
En una carretera a plena nit, una dona corre, desemparada, intentant despertar l'interès dels cotxes que passen. Aconsegueix que un conductor la porti. La dona és buscada però el conductor, més intrigat que sospitós, consent a donar-li cobertura i portar-la a destinació.
Són desgraciadament interceptats. L'home s'escapa de poc a la mort però la seva passatgera no té aquesta sort. En el seu llit d'hospital, les seves últimes paraules:  Remember me.

## Repartiment
- Ralph Meeker: Mike Hammer
- Albert Dekker: Dr. Soberin
- Paul Stewart: Carl Evello
- Juano Hernández: Eddie Yeager
- Wesley Addy: Capità Pat Murphy
- Marian Carr: Friday
- Mort Marshall: Ray Diker
- Fortunio Bonanova: Carmen Trivaco
- Strother Martin: Harvey Wallace, el conductor del camió
- Mady Comfort: la cantant del nightclub
- Robert Cornthwaite: agent de l'FBI
- Maxine Cooper: Velda
- Cloris Leachman: Christina Bailey
- Gaby Rodgers: Gabrielle
- Jack Lambert: Sugar Smallhouse
- Jack Elam: Charlie Max

## Premis
- 1999: National Film Registry, seleccionada i conservada a la Biblioteca del Congrés